# Wayne Steeves
Pour les articles homonymes, voir Steeves.
O. Wayne Steeves, né le 12 décembre 1944, est un homme politique canadien, député progressiste-conservateur d'Albert à l'Assemblée législative du Nouveau-Brunswick de 1999 à 2014.

## Biographie
Né à Lower Coverdale, près de Riverview, Wayne Steeves est membre du Parti progressiste-conservateur du Nouveau-Brunswick. Il est élu le 18 septembre 2006, lors de la 56e élection générale, pour représenter la circonscription d'Albert à l'Assemblée législative du Nouveau-Brunswick, dans la 56e législature.
Il est réélu à la 57e législature le 27 septembre 2010, lors de la 57e élection générale.